# Crystalyne
Crystalyne (англ. Crystalline, Кристалін) — канадський рок-гурт з міста Торонто, заснований 2010 року. Колектив став популярним, в основному, завдяки своєму каналу на Youtube. Вперше вокалістка гурту заявила про себе, як учасниця колективу «Good & Broken».

## Склад гурту
- Маріса Датолі — вокал
- Джош Гівен — гітара
- Джастін Ніс — гітара, бас-гітара
- Скотт — барабани

## Дискографія

### Альбоми
- Secrets (2009) — Good&Broken
- Navigate (2012)
- The Remedy (2013)

### Сингли
- 2010 — «Secrets»
- 2011 — «Weapon»
- 2012 — «Wolves»
- 2012 — «Navigate» (EP)
- 2013 — «Secret»[2]
- 2014 — «Punks Don't Dance»

## Відеографія

### Відеокліпи
- 2009 — «Secrets»
- 2011 — «Weapon»
- 2012 — «Weapon» (acoustic)
- 2012 — «Wolves»
- 2012 — «Wolves» (acoustic)
- 2012 — «Navigate»
- 2012 — «Just Fine»
- 2012 — «Never Gonna Look Back»
- 2013 — «Secret»
- 2014 — «Punks Don't Dance»

### Кавер-відео
- 2009 — «Fly With Me» (Jonas Brothers cover)
- Black Out Days (Phantogram cover)
- Roar (Katy Perry cover)
- Part of Me (Katy Perry cover)
- I See Fire (Ed Sheeran)
- Stay (Rihanna)
- Take Care (Rihanna)
- Good Time (Карлі Рей Джепсен & Owl City)
- Tonight I'm Getting Over You (кавер пісня Карлі Рей Джепсен)
- Ain't It Fun (Paramore cover)